# Mickey Mania
Mickey Mania: The Timeless Adventures of Mickey Mouse és un videojoc publicat per a les consoles de 16 bits Sega Mega Drive, Super Nintendo, i Mega-CD. En aquest joc controles a Mickey Mouse a través de diversos nivells, dissenyats a partir de diverses pel·lícules i curts del ratolí des de 1928 fins a 1993.

## Jugabilitat
Com molts altres jocs del gènere Videojoc de plataformes, el jugador controla a Mickey al llarg de cada nivell, saltant i atacant en el progrés d'aquest. La majoria dels enemics són derrotats saltant damunt o llançant-los bales. A més, sovint, el jugador ha de saltar de plataforma en plataforma, fins i tot amb temps per a això. També inclou alguns nivells de jugabilitat diferent, com la carrera de l'alce, desenvolupada en pseudo-3D.

### Ítems
Mickey pot arreplegar diversos ítems, que li ajudaran al llarg de la seua aventura. Alguns són més freqüents que uns altres:
- Bales: Munició de Mickey, les usaràs sovint per a atacar als teus enemics. Si perds totes les teues vides, començaràs amb tan sols 10 bales. Pots dur un màxim de 99
- Estrelles: Proporcionen a Mickey un punt de vida més.
- Capells de Mickey: Donen una vida extra. Aquests solen estar bé amagats, i algunes vegades cal fer una mica extra perquè apareguen.

## Nivells
Mickey Mania es divideix en sis pel·lícules diferents, més una extra amagada. Cadascuna d'aquestes pel·lícules es divideix en un nombre diferent de mapes, i poden tenir o no tenir cap de final de fase.
Steamboat Willie (1928)
Aquest nivell comença en blanc i negre. Poc després de començar, Mickey es troba a Steamboat Willie, que fuig espantat davant el seu clon colorit. Conforme Mickey avança per aquesta pel·lícula, l'escenari i els personatges aniran guanyant color. El major enemic seran els lloros, i també apareix amb Pete, al que s'ha de derrotar. Com cap final de nivell, haurà d'enfrontar-se a una màquina boja que llança bombes.
The Mad Doctor (1933)Aquest nivell és curiós, ja que aquest curt de Mickey no és molt famós. Es tracta d'un nivell fosc en l'interior d'una mansió, on ratapinyades i esquelets et faran la vida impossible. Pluto ha estat raptat per un científic boig, i s'ha de cercar-lo al llarg del nivell. Coses a ressenyar serien el viatge en ascensor, les plataformes d'alta velocitat que acaben en àcid, la baixada de la torre i l'endevinalla final amb els líquids de colors. El cap final de nivell és el científic, que atacarà amb múltiples pocions explosives. També, el Mickey d'aquesta pel·lícula està amagat, usant l'ascensor de nou, després d'arribar a la teua destinació.
Moose Hunters (1937)Mickey i Pluto hauran d'avançar per un bosc, esquivant branques caigudes, enormes roques, i, sobretot, al perillós alce. Durant la primera part de la pel·lícula, Pluto avisarà quan arribe l'alce, perquè et done temps a esquivar-lo. Durant la segona part, desenvolupada en pseudo-3D, s'ha de córrer amb l'alce a l'esquena. Només es pot moure i saltar, i aniràs perdent energia a poc a poc. Si perds massa, l'alce t'arribarà a i estaràs perdut. S'han d'arreplegar pomes pel camí, que proporcionaran energia, mentre esquives o saltes les roques i l'aigua, que et faran frenar.
Lonesome Ghosts (1937)En aquesta pel·lícula, l'Ànec Donald, Goofy i Mickey havien d'exterminar als fantasmes que habitaven la mansió. Ara, Mickey està solament, i haurà d'anar amb compte amb aquests graciosos diablets. Els fantasmes apareixeran i desapareixeran, et donaran amb garrotes, usaran llanxes, llançaran el seu barret contra tu... Cura amb les escales parany, amb les ratapinyades, i calcula bé els teus salts en la zona de plataformeig. En una part del nivell, l'aigua pujarà, i s'ha d'avançar de barril en barril, abans que s'enfonsen.
Mickey and the Beanstalk (1947)Mickey ha arribat a la llar d'un enorme gegant. No obstant això, tot és ara gegant, trobant-te amb perillosos escarabats, papallones, mosquits... I fins i tot una perillosa aranya invencible. S'han d'usar uns quants objectes per a avançar, i evitar a unes quantes criatures immunes als teus atacs. Quan et trobes amb l'aranya, fuig amb la marieta de set punts, ja que és invencible... Al final del nivell s'ha pujar a la taula del gegant, on s'ha de trobar l'ampolla de xampany, que durà a acabar el nivell. Aquest nivell inclou una entrada secreta a una pel·lícula nova.
The Band Concert (1935)Un nivell secret, basat en la famosa pel·lícula de la banda de concert de Mickey. S'ha d'avançar a través d'un huracà de caixa en caixa, fins a trobar al cap de la banda. Si ho assoleixes, rebràs una continuació extra.
The Prince and the Pauper (1990)Última pel·lícula del joc, i la més difícil amb diferència. Els esbirros de Pete t'atacaran amb dagues i ballestes, i necessitaran 3 colps per a ser derrotats, havent de ser els dos primers a bolaços. S'han d'usar múltiples objectes per a avançar, ja siga una roca, un bagul o un flotador, i trobar al príncep i el captaire, que han estat confosos. Hi ha algunes parts de difícil plataformeig, fosses en flames, parets que intentaran aixafar-te... Arribat a cert punt, el foc pujarà, i s'ha d'arribar pel cap alt de la torre, i fins i tot arribat a un punt, s'ha de pujar mentre derrotes als esbirros una vegada més. Finalment, hi ha un enfrontament a Pete en una èpica batalla.
En la versió de Mega-CD, hi ha dues baralles contra Pete.

## Curiositats
- Hi ha un Mickey ocult en el nivell del científic boig. Quan arribes a l'última planta de l'ascensor, sal i torna a entrar al mateix.
- En la part de la marieta de set punts i l'aranya, veuràs una gran quantitat d'ítems que no es poden agafar muntat sobre la marieta de set punts. Si caus de la marieta de set punts just abans d'eixir a tota velocitat, Mickey avançarà a tota velocitat, donant temps suficient per a arreplegar-los.
- Per a trobar el nivell secret, abans de passar sota la porta del castell del gegant, usa l'escarabat que hi ha fora per a accedir a una palanca. Una vegada accionada, si tornes al principi d'aqueixa zona i uses les papallones com plataformes, podràs arribar a diversos ítems, entre els quals hi ha una vida i un signe de *interrogación. Aquest signe et durà a la pel·lícula secreta.
- En cert sentit Mickey Mania és el predecessor de la saga de videojocs Kingdom Hearts, degut al fet que originalment Kingdom Hearts anava a ser una continuació de Mickey Mania però com aquest joc no té contingut històric no se sap si estan realment relacionats a pesar de tenir punts en comú.

### Vides del joc
Una de les coses més amagades en aquest videojoc són les vides extra. Hi ha un munt d'elles camuflades en diversos punts, o de difícil accés. Ací hi ha una llista de totes elles:
- Steamboat Willie: Després de passar per sobre de l'aigua gràcia a la grua, espera que pose almenys una caixa damunt d'una altra, i, quan torne amb alguna caixa, torna a creuar l'aigua. Veuràs una vida que ha aparegut sobre les caixes. Torna't a muntar sobre una i arreplega el teu premi.
- Steamboat Willie: Quan el nivell recupere tot el seu color, després d'usar a Peter Pan, veuràs dues fileres de finestres. Usa al lloro per a pujar a la superior, i al final del camí trobaràs una vida extra.
- The *Mad Doctor: En la part amb les plataformes d'alta velocitat, l'àcid i les serres, en comptes d'acatxar-te en la primera filera de serres, salta rebotant sobre elles. Hi ha una vida que quasi no es veu per la velocitat i el fons.
- The Mad Doctor: Torna a pujar-te a l'ascensor després d'arribar a l'última planta, i trobaràs un camí ocult que duu a una vida.
- Lonesome Ghosts: Gens més entrar en la mansió, veuràs diversos forats que et duen a la bassa de Pluto. Has de saltar els dos primers, accedint a un tercer (bastant difícil d'arribar a). Caent a l'esquerra o dreta d'aquest, tindràs sengles vides (és impossible d'arreplegar ambdues).
- Lonesome Ghosts: En la zona fosca, una vegada puges una de les escales paranys i arribes a la paret de l'esquerra, tindràs una de les plataformes que es balancegen al capdavant, i un fantasma damunt. Puja sobre la plataforma i intenta saltar sobre el fantasma quan desaparega. En eixe racó de l'escenari hi ha una vida camuflada pel fons.
- Mickey and the Beanstalk: Està just on apareix el signe d'interrogació que duu al nivell de la banda.